# Hogna ocellata
Hogna ocellata là một loài nhện trong họ Lycosidae.
Loài này thuộc chi Hogna. Hogna ocellata được Ludwig Carl Christian Koch miêu tả năm 1878.